# 76. Kongress der Vereinigten Staaten
Der 76. Kongress der Vereinigten Staaten, bestehend aus dem Repräsentantenhaus und dem Senat, war die Legislative der Vereinigten Staaten. Seine Legislaturperiode dauerte vom 3. Januar 1939 bis zum 3. Januar 1941. Alle Abgeordneten des Repräsentantenhauses sowie ein Drittel der Senatoren (Klasse III) waren im November 1938 bzw. im September im Bundesstaat Maine bei den Kongresswahlen gewählt worden. Dabei ergab sich in beiden Kammern eine Mehrheit für die Demokratische Partei, die mit Franklin D. Roosevelt auch den Präsidenten stellte. Der Republikanischen Partei blieb nur die Rolle in der Opposition. Während der Legislaturperiode gab es einige Rücktritte und Todesfälle, die aber an den Mehrheitsverhältnissen nichts änderten. Der Kongress tagte in der amerikanischen Bundeshauptstadt Washington, D.C. Die Vereinigten Staaten bestanden damals aus 48 Bundesstaaten. Die Sitzverteilung im Repräsentantenhaus basierte auf der Volkszählung von 1930.

## Wichtige Ereignisse
Siehe auch 1939 und 1940
- 3. Januar 1939: Beginn der Legislaturperiode des 76. Kongresses
- 9. April 1939:  Die Afro-Amerikanische Altistin Marian Anderson, der konservative Kreise wegen ihrer Hautfarbe Auftritte in großen Konzertsälen verweigert hatten singt vor 75,000 Zuhörern am Lincoln Memorial in Washington DC.
- 2. August 1939: Albert Einstein warnt in einem Brief Präsident Roosevelt vor einer möglichen Entwicklung der Atombombe in Hitler-Deutschland. Das führt zum Manhattan-Projekt, dem Beginn der amerikanischen Atombombenentwicklung.
- 5. September 1939: Die Vereinigten Staaten erklären ihre Neutralität im fünf Tage zuvor in Europa ausgebrochenen Zweiten Weltkrieg.
- 4. November 1939: Präsident Roosevelt setzt die sogenannte Cash and Carry Klausel in Kraft, nach der der Export von Waffen und Rüstungsgegenstände an nicht kriegführende Staaten erlaubt werden.
- 15. November 1939: Präsident Roosevelt legt den Grundstein für das Jefferson Memorial.
- 16. Mai 1940: Vor dem Hintergrund des Zweiten Weltkriegs verlangt Präsident Roosevelt vom Kongress die Genehmigung eines außerordentlichen Haushalts von 900 Millionen Dollar zum Bau von mindestens 50,000 Militärflugzeugen pro Jahr.
- 4. August 1940: General John J. Pershing fordert in einer bundesweit ausgestrahlten Radiorede die amerikanische Unterstützung für Großbritannien während des Krieges. Die Isolationisten unter ihnen auch Charles Lindbergh lehnen das ab.
- September 1940: Die 45. Infanterie-Division der United States Army wird aus Teilen der Nationalgarden der Staaten Arizona, Colorado, New Mexico, und Oklahoma aufgestellt und ausgebildet und ab Dezember 1941 im Zweiten Weltkrieg eingesetzt.
- 2. September 1940: Die USA überlassen Großbritannien 50 Zerstörer als Gegenleistung erhalten sie für 99 Jahre die Pacht britischer Stützpunkte im Nordatlantik, den Westindischen Inseln und in Bermuda.
- 26. September 1940: Die USA verhängen ein erstes Embargo gegen Japan, das vor allem Metalllieferungen betrifft.
- 16. Oktober 1940: Nach der Einführung der allgemeinen Wehrpflicht beginnt in den USA die Erfassung von etwa 16 Millionen Wehrpflichtiger.
- 5. November 1940: Präsidentschafts- und Kongresswahlen. Präsident Roosevelt wird als einziger US-Präsident in eine dritte Amtszeit gewählt. Im Kongress verteidigen die Demokraten ihre Mehrheit in beiden Kammern.
- 17. Dezember 1940: Präsident Roosevelt erläutert seinen Plan zur Hilfe Großbritanniens durch das geplante Leih- und Pachtgesetz.
- 29. Dezember 1940: Präsident Roosevelt erklärt, vor dem Hintergrund der Bedrohungen durch Nazi-Deutschland und Japan,  die USA müsse das große Arsenal der Demokratie werden.

## Die wichtigsten Gesetze
In den Sitzungsperioden des 76. Kongresses wurden unter anderem folgende Bundesgesetze verabschiedet (siehe auch: Gesetzgebungsverfahren):
- 3. April 1939: Reorganization Act of 1939
- 2. August 1939: Hatch Act of 1939
- 4. November 1939: Neutrality Act of 1939, siehe Neutralitätsgesetze
- 29. Juni 1940: Smith Act siehe Alien Registration Act
- 22. August 1940: Act of August 22, 1940
- 16. September 1940: Selective Training and Service Act of 1940

## Zusammensetzung nach Parteien

### Senat
- Demokratische Partei: 68 (Mehrheit)
- Republikanische Partei: 23
- Sonstige: 4
- Vakant: 1

Gesamt: 96

### Repräsentantenhaus
- Demokratische Partei: 256 (Mehrheit)
- Republikanische Partei: 173
- Sonstige: 5
- Vakant: 1

Gesamt: 435
Außerdem gab es noch vier nicht stimmberechtigte Kongressdelegierte.

## Amtsträger

### Senat
- Präsident des Senats: John Nance Garner (D)
- Präsident pro tempore: Key Pittman (D) bis 10. November 1940. Dann William H. King (D)

#### Führung der Mehrheitspartei
- Mehrheitsführer: Alben W. Barkley (D)
- Mehrheitswhip: Sherman Minton (D)

#### Führung der Minderheitspartei
- Minderheitsführer: Charles L. McNary (R)
- Minderheitswhip: zwischen 1935 und 1945 unbesetzt

### Repräsentantenhaus
- Sprecher des Repräsentantenhauses: William B. Bankhead (D) bis zum 15. September 1940, dann Sam Rayburn (D)

#### Führung der Mehrheitspartei
- Mehrheitsführer: Sam Rayburn (D) bis zum 15. September 1940 dann John W. McCormack (D)
- Mehrheitswhip: Patrick J. Boland, (D)

#### Führung der Minderheitspartei
- Minderheitsführer: Joseph William Martin (R)
- Minderheitswhip: Harry Lane Englebright (R)

## Senatsmitglieder
Im 76. Kongress vertraten folgende Senatoren ihre jeweiligen Bundesstaaten:
| Alabama - 2. John H. Bankhead (D) - 3. J. Lister Hill (D) Arizona - 1. Henry F. Ashurst (D) - 3. Carl Hayden (D) Arkansas - 2. John E. Miller (D) - 3. Hattie Caraway (D) Kalifornien - 1. Hiram Johnson (R) - 3. Sheridan Downey (D) Colorado - 2. Edwin C. Johnson (D) - 3. Alva B. Adams (D) Connecticut - 1. Francis T. Maloney (D) - 3. John A. Danaher (R) Delaware - 1. John G. Townsend (R) - 2. James H. Hughes (D) Florida - 1. Charles O. Andrews (D) - 3. Claude Pepper (D) Georgia - 2. Richard B. Russell (D) - 3. Walter F. George (D) Idaho - 2. William Borah (R) bis zum 19. Januar 1940 - John W. Thomas (R) ab dem 27. Januar 1940 - 3. David Worth Clark (D) Illinois - 2. J. Hamilton Lewis (D) bis zum 9. April 1939 - James M. Slattery (D) vom 14. April 1939 bis zum 21. November 1940 - Charles W. Brooks (R) ab dem 22. November 1940 - 3. Scott W. Lucas (D) Indiana - 1. Sherman Minton (D) - 3. Frederick Van Nuys (D) Iowa - 2. Clyde L. Herring (D) - 3. Guy Gillette (D) Kansas - 2. Arthur Capper (R) - 3. Clyde M. Reed (R) Kentucky - 2. Marvel M. Logan (D) bis zum 3. Oktober 1939 - Happy Chandler (D) ab dem 10. Oktober 1939 - 3. Alben W. Barkley (D) Louisiana - 2. Allen J. Ellender (D) - 3. John H. Overton (D) Maine - 1. Frederick Hale (R) - 2. Wallace H. White (R) Maryland - 1. George L. P. Radcliffe (D) - 3. Millard Tydings (D) Massachusetts - 1. David I. Walsh (D) - 2. Henry Cabot Lodge Jr. (R) Michigan - 1. Arthur H. Vandenberg (R) - 2. Prentiss M. Brown (D) Minnesota - 1. Henrik Shipstead (Farmer Labor Party) - 2. Ernest Lundeen (Farmer Labor Party) bis zum 31. August 1940 - Joseph H. Ball (R) ab dem 14. Oktober 1940 Mississippi - 1. Theodore G. Bilbo (D) - 2. Pat Harrison (D) Missouri - 1. Harry S. Truman (D) - 3. Bennett Champ Clark (D) Montana - 1. Burton K. Wheeler (D) - 2. James Edward Murray (D) | Nebraska - 1. Edward R. Burke (D) - 2. George W. Norris (Unabhängiger) Nevada - 1. Key Pittman (D) bis zum 10. November 1940 - Berkeley L. Bunker (D) ab dem 27. November 1940 - 3. Pat McCarran (D) New Hampshire - 2. Styles Bridges (R) - 3. Charles W. Tobey (R) New Jersey - 1. William Warren Barbour (R) - 2. William Smathers (D) New Mexico - 1. Dennis Chavez (D) - 2. Carl Hatch (D) New York - 1. James M. Mead (D) - 3. Robert F. Wagner (D) North Carolina - 2. Josiah William Bailey (D) - 3. Robert Rice Reynolds (D) North Dakota - 1. Lynn Frazier (R) - 3. Gerald Nye (R) Ohio - 1. A. Victor Donahey (D) - 3. Robert A. Taft (R) Oklahoma - 2. Joshua B. Lee (D) - 3. Elmer Thomas (D) Oregon - 2. Charles L. McNary (R) - 3. Rufus C. Holman (R) Pennsylvania - 1. Joseph F. Guffey (D) - 3. James J. Davis (R) Rhode Island - 1. Peter G. Gerry (D) - 2. Theodore F. Green (D) South Carolina - 2. James F. Byrnes (D) - 3. Ellison D. Smith (D) South Dakota - 2. William J. Bulow (D) - 3. John Chandler Gurney (R) Tennessee - 1. Kenneth McKellar (D) - 2. Tom Stewart (D) ab dem 16. Januar 1939 Texas - 1. Tom Connally (D) - 2. Morris Sheppard (D) Utah - 1. William H. King (D) - 3. Elbert D. Thomas (D) Vermont - 1. Warren Austin (R) - 3. Ernest Gibson Sr. (R) bis zum 20. Juni 1940 - Ernest Gibson Jr. ab dem 14. Oktober 1940 Virginia - 1. Harry F. Byrd Sr. (D) - 2. Carter Glass (D) Washington - 1. Lewis Baxter Schwellenbach (D) bis zum 16. Dezember 1940 - Monrad Charles Wallgren (D) ab dem 19. Dezember 1940 - 3. Homer Bone (D) West Virginia - 1. Rush D. Holt Sr. (D) - 2. Matthew M. Neely (D) Wisconsin - 1. Robert M. La Follette Jr. (Wisconsin Progressive Party) - 3. Alexander Wiley (R) Wyoming - 1. Joseph C. O’Mahoney (D) - 2. Henry H. Schwartz (D) |

## Mitglieder des Repräsentantenhauses
Folgende Kongressabgeordnete vertraten im 76. Kongress die Interessen ihrer jeweiligen Bundesstaaten:
| Alabama 9 Wahlbezirke - 1. Frank W. Boykin (D) - 2. George M. Grant (D) - 3. Henry B. Steagall (D) - 4. Sam Hobbs (D) - 5. Joe Starnes (D) - 6. Pete Jarman (D) - 7. William B. Bankhead (D) bis zum 15. September 1940 - Zadoc L. Weatherford (D) ab dem 5. November 1940 - 8. John Sparkman (D) - 9. Luther Patrick (D) Arizona Staatsweite Wahl - John R. Murdock (D) Arkansas 7 Wahlbezirke. - 1. Ezekiel Candler Gathings (D) - 2. Wilbur Daigh Mills (D) - 3. Clyde T. Ellis (D) - 4. William B. Cravens (D) bis zum 13. Januar 1939 - William Fadjo Cravens (D) ab dem 12. September 1939 - 5. David Dickson Terry (D) - 6. William Frank Norrell (D) - 7. Wade H. Kitchens (D) Kalifornien 20 Wahlbezirke. - 1. Clarence F. Lea (D) - 2. Harry Lane Englebright (R) - 3. Frank H. Buck (D) - 4. Franck R. Havenner (Progressive Party (1924)) - 5. Richard J. Welch (R) - 6. Albert E. Carter (R) - 7. John H. Tolan (D) - 8. Jack Z. Anderson (R) - 9. Bertrand W. Gearhart (R) - 10. Alfred J. Elliott (D) - 11. John Carl Hinshaw (R) - 12. Jerry Voorhis (D) - 13. Charles Kramer (D) - 14. Thomas F. Ford (D) - 15. John M. Costello (D) - 16. Leland M. Ford (R) - 17. Lee E. Geyer (D) - 18. Thomas M. Eaton (R) bis zum 16. September 1939 - 19. Harry R. Sheppard (D) - 20. Edouard Izac (D) Colorado 4 Wahlbezirke - 1. Lawrence Lewis (D) - 2. Fred N. Cummings (D) - 3. John Andrew Martin (D) bis zum 23. Dezember 1939 - William E. Burney (D) ab dem 5. November 1940 - 4. Edward T. Taylor (D) Connecticut 5 Wahlbezirke. Außerdem wurde ein Abgeordneter staatsweit gewählt - 1. William J. Miller (R) - 2. Thomas R. Ball (R) - 3. James A. Shanley (D) - 4. Albert E. Austin (R) - 5. J. Joseph Smith (D) - 6. B. J. Monkiewicz (R) staatsweit gewählt Delaware Staatsweite Wahl - George S. Williams (R) Florida 5 Wahlbezirke - 1. J. Hardin Peterson (D) - 2. Robert A. Green (D) - 3. Millard F. Caldwell (D) - 4. Pat Cannon (D) - 5. Joe Hendricks (D) Georgia 10 Wahlbezirke - 1. Hugh Peterson (D) - 2. Edward E. Cox (D) - 3. Stephen Pace (D) - 4. Emmett Marshall Owen (D) bis zum 21. Juni 1939 - Albert Sidney Camp (D) ab dem 1. August 1939 - 5. Robert Ramspeck (D) - 6. Carl Vinson (D) - 7. Malcolm C. Tarver (D) - 8. W. Benjamin Gibbs (D) bis zum 7. August 1940 - Florence Reville Gibbs (D) ab dem 1. Oktober 1940 - 9. B. Frank Whelchel (D) - 10. Paul Brown (D) Idaho 2 Wahlbezirke - 1. Compton I. White (D) - 2. Henry Dworshak (R) Illinois 25 Wahlbezirke. Außerdem wurden zwei Abgeordnete staatsweit gewählt - 1. Arthur W. Mitchell (D) - 2. Raymond S. McKeough (D) - 3. Edward A. Kelly (D) - 4. Harry P. Beam (D) - 5. Adolph J. Sabath (D) - 6. A. F. Maciejewski (D) - 7. Leonard W. Schuetz (D) - 8. Leo Kocialkowski (D) - 9. James McAndrews (D) - 10. Ralph E. Church (R) - 11. Chauncey W. Reed (R) - 12. Noah M. Mason (R) - 13. Leo E. Allen (R) - 14. Anton J. Johnson (R) - 15. Robert B. Chiperfield (R) - 16. Everett Dirksen (R) - 17. Leslie C. Arends (R) - 18. Jessie Sumner (R) - 19. William H. Wheat (R) - 20. James M. Barnes (D) - 21. Frank W. Fries (D) - 22. Edwin M. Schaefer (D) - 23. Laurence F. Arnold (D) - 24. Claude V. Parsons (D) - 25. Kent E. Keller (D) - 26. John C. Martin (D) staatsweit gewählt - 27. Thomas Vernor Smith (D) staatsweit gewählt Indiana 12 Wahlbezirke - 1. William T. Schulte (D) - 2. Charles A. Halleck (R) - 3. Robert A. Grant (R) - 4. George W. Gillie (R) - 5. Forest Harness (R) - 6. Noble J. Johnson (R) - 7. Gerald W. Landis (R) - 8. John W. Boehne (D) - 9. Eugene B. Crowe (D) - 10. Raymond S. Springer (R) - 11. William Larrabee (D) - 12. Louis Ludlow (D) Iowa 9 Wahlbezirke - 1. Thomas E. Martin (R) - 2. William S. Jacobsen (D) - 3. John W. Gwynne (R) - 4. Henry O. Talle (R) - 5. Karl M. Le Compte (R) - 6. Cassius C. Dowell (R) bis zum 4. Februar 1940 - Robert K. Goodwin (R) ab dem 5. März 1940 - 7. Ben F. Jensen (R) - 8. Fred C. Gilchrist (R) - 9. Vincent F. Harrington (D) Kansas 7 Wahlbezirke. - 1. William P. Lambertson (R) - 2. Ulysses Samuel Guyer (R) - 3. Thomas Daniel Winter (R) - 4. Edward Herbert Rees (R) - 5. John Mills Houston (D) - 6. Frank Carlson (R) - 7. Clifford R. Hope (R) Kentucky 9 Wahlbezirke - 1. Noble Jones Gregory (D) - 2. Beverly M. Vincent (D) - 3. Emmet O’Neal (D) - 4. Edward W. Creal (D) - 5. Brent Spence (D) - 6. Virgil Chapman (D) - 7. Andrew J. May (D) - 8. Joe B. Bates (D) - 9. John M. Robsion (R) Louisiana 8 Wahlbezirke - 1. Joachim O. Fernández (D) - 2. Paul H. Maloney (D) bis zum 15. Dezember 1940 - 3. Robert L. Mouton (D) - 4. Overton Brooks (D) - 5. Newt V. Mills (D) - 6. John K. Griffith (D) - 7. René L. De Rouen (D) - 8. A. Leonard Allen (D) Maine 3 Wahlbezirke - 1. James C. Oliver (R) - 2. Clyde Smith (R) bis zum 8. April 1940 - Margaret Chase Smith (R) ab dem 3. Juni 1940 - 3. Owen Brewster (R) Maryland 6 Wahlbezirke. - 1. Thomas Alan Goldsborough (D) bis zum 5. April 1939 - David Jenkins Ward (D) ab dem 8. Juni 1939 - 2. William Purington Cole (D) - 3. Thomas D’Alesandro (D) - 4. Ambrose Jerome Kennedy (D) - 5. Lansdale Sasscer (D) ab dem 3. Februar 1939 - 6. William D. Byron (D) Massachusetts 15 Wahlbezirke - 1. Allen T. Treadway (R) - 2. Charles R. Clason (R) - 3. Joseph E. Casey (D) - 4. Pehr G. Holmes (R) - 5. Edith Nourse Rogers (R) - 6. George J. Bates (R) - 7. Lawrence J. Connery (D) - 8. Arthur Daniel Healey (D) - 9. Robert Luce (R) - 10. George H. Tinkham (R) - 11. Thomas A. Flaherty (D) - 12. John W. McCormack (D) - 13. Richard B. Wigglesworth (R) - 14. Joseph William Martin (R) - 15. Charles L. Gifford (R) Michigan 17 Wahlbezirke - 1. Rudolph G. Tenerowicz (D) - 2. Earl C. Michener (R) - 3. Paul W. Shafer (R) - 4. Clare Hoffman (R) - 5. Carl E. Mapes (R) bis zum 12. Dezember 1939 - Bartel J. Jonkman (R) ab dem 19. Februar 1940 - 6. William W. Blackney (R) - 7. Jesse P. Wolcott (R) - 8. Fred L. Crawford (R) - 9. Albert J. Engel (R) - 10. Roy O. Woodruff (R) - 11. Fred Bradley (R) - 12. Frank Eugene Hook (D) - 13. Clarence J. McLeod (R) - 14. Louis C. Rabaut (D) - 15. John Dingell Sr. (D) - 16. John Lesinski Sr. (D) - 17. George Anthony Dondero (R) Minnesota 9 Wahlbezirke - 1. August H. Andresen (R) - 2. Elmer Ryan (D) - 3. John G. Alexander (R) - 4. Melvin Maas (R) - 5. Oscar Youngdahl (R) - 6. Harold Knutson (R) - 7. Herman Carl Andersen (R) - 8. William Pittenger (R) - 9. Rich T. Buckler (Farmer Labor Party) Mississippi 7 Wahlbezirke - 1. John E. Rankin (D) - 2. Wall Doxey (D) - 3. William M. Whittington (D) - 4. Aaron L. Ford (D) - 5. Ross A. Collins (D) - 6. William M. Colmer (D) - 7. Daniel R. McGehee (D) Missouri 13 Wahlbezirke - 1. Milton A. Romjue (D) - 2. William L. Nelson (D) - 3. Richard M. Duncan (D) - 4. C. Jasper Bell (D) - 5. Joe Shannon (D) - 6. Reuben T. Wood (D) - 7. Dewey Jackson Short (R) - 8. Clyde Williams (D) - 9. Clarence Cannon (D) - 10. Orville Zimmerman (D) - 11. Thomas C. Hennings (D) bis zum 31. Dezember 1940 - 12. Charles Arthur Anderson (D) - 13. John J. Cochran (D) Montana 2 Wahlbezirke - 1. Jacob Thorkelson (R) - 2. James F. O’Connor (D) Nebraska 5 Wahlbezirke - 1. George H. Heinke (R) bis zum 2. Januar 1940 - John Hyde Sweet (R) ab dem 19. April 1940 - 2. Charles F. McLaughlin (D) - 3. Karl Stefan (R) - 4. Carl Curtis (R) - 5. Harry B. Coffee (D) Nevada Staatsweite Wahl - James Graves Scrugham (D) New Hampshire 2 Wahlbezirke - 1. Arthur B. Jenks (R) - 2. Foster Waterman Stearns (R) | New Jersey 14 Wahlbezirke - 1. Charles A. Wolverton (R) - 2. Walter S. Jeffries (R) - 3. William H. Sutphin (D) - 4. D. Lane Powers (R) - 5. Charles Aubrey Eaton (R) - 6. Donald H. McLean (R) - 7. J. Parnell Thomas (R) - 8. George N. Seger (R) bis zum 26. August 1940 - 9. Frank C. Osmers (R) - 10. Fred A. Hartley (R) - 11. Albert L. Vreeland (R) - 12. Robert Kean (R) - 13. Mary Teresa Norton (D) - 14. Edward J. Hart (D) New Mexico Staatsweite Wahl - John Joseph Dempsey (D) New York 43 Wahlbezirke: Außerdem wurden zwei Abgeordnete staatsweit gewählt - 1. Leonard W. Hall (R) - 2. William Bernard Barry (D) - 3. Joseph L. Pfeifer (D) - 4. Thomas H. Cullen (D) - 5. Marcellus H. Evans (D) - 6. Andrew Lawrence Somers (D) - 7. John J. Delaney (D) - 8. Donald L. O’Toole (D) - 9. Eugene James Keogh (D) - 10. Emanuel Celler (D) - 11. James A. O’Leary (D) - 12. Samuel Dickstein (D) - 13. Christopher D. Sullivan (D) - 14. William I. Sirovich (D) bis zum 17. Dezember 1939 - Morris Michael Edelstein (D) ab dem 6. Februar 1940 - 15. Michael J. Kennedy (D) - 16. James H. Fay (D) - 17. Bruce Fairchild Barton (R) - 18. Martin J. Kennedy (D) - 19. Sol Bloom (D) - 20. Vito Marcantonio (American Labor Party) - 21. Joseph A. Gavagan (D) - 22. Edward W. Curley (D) bis zum 6. Januar 1940 - Walter A. Lynch (D) ab dem 20. Februar 1940 - 23. Charles A. Buckley (D) - 24. James M. Fitzpatrick (D) - 25. Ralph A. Gamble (R) - 26. Hamilton Fish III (R) - 27. Lewis K. Rockefeller (R) - 28. William T. Byrne (D) - 29. E. Harold Cluett (R) - 30. Frank Crowther (R) - 31. Wallace E. Pierce (R) bis zum 3. Januar 1940 - Clarence E. Kilburn (R) ab dem 13. Februar 1940 - 32. Francis D. Culkin (R) - 33. Fred J. Douglas (R) - 34. Bert Lord (R) bis zum 24. Mai 1939 - Edwin Arthur Hall (R) ab dem 7. November 1939 - 35. Clarence E. Hancock (R) - 36. John Taber (R) - 37. William Sterling Cole (R) - 38. Joseph J. O’Brien (R) - 39. James Wolcott Wadsworth (R) - 40. Walter G. Andrews (R) - 41. J. Francis Harter (R) - 42. Pius L. Schwert (D) - 43. Daniel A. Reed (R) - 44. Matthew J. Merritt (D) staatsweit gewählt - 45. Caroline Love Goodwin O’Day (D) staatsweit gewählt North Carolina 11 Wahlbezirke - 1. Lindsay Carter Warren (D) bis zum 31. Oktober 1940 - Herbert Covington Bonner (D) ab dem 5. November 1940 - 2. John H. Kerr (D) - 3. Graham Arthur Barden (D) - 4. Harold D. Cooley (D) - 5. Alonzo Dillard Folger (D) - 6. Carl T. Durham (D) - 7. J. Bayard Clark (D) - 8. William O. Burgin (D) - 9. Robert L. Doughton (D) - 10. Alfred L. Bulwinkle (D) - 11. Zebulon Weaver (D) North Dakota 2 Abgeordnete die staatsweit gewählt wurden - William Lemke (Nonpartisan Republican) - Usher L. Burdick (Nonpartisan Republican) Ohio 22 Wahlbezirke. Außerdem wurden zwei Abgeordnete staatsweit gewählt. - 1. Charles H. Elston (R) - 2. William E. Hess (R) - 3. Harry N. Routzohn (R) - 4. Robert Franklin Jones (R) - 5. Cliff Clevenger (R) - 6. James G. Polk (D) - 7. Clarence J. Brown (R) - 8. Frederick Cleveland Smith (R) - 9. John F. Hunter (D) - 10. Thomas A. Jenkins (R) - 11. Harold K. Claypool (D) - 12. John Martin Vorys (R) - 13. Dudley A. White (R) - 14. Dow W. Harter (D) - 15. Robert T. Secrest (D) - 16. James Seccombe (R) - 17. William A. Ashbrook (D) bis zum 1. Januar 1940 - J. Harry McGregor (R) ab dem 27. Februar 1940 - 18. Earl R. Lewis (R) - 19. Michael J. Kirwan (D) - 20. Martin L. Sweeney (D) - 21. Robert Crosser (D) - 22. Chester C. Bolton (R) bis zum 29. Oktober 1939 - Frances P. Bolton (R) ab dem 27. Februar 1940 - 23. George H. Bender (R) staatsweit gewählt - 24. L. L. Marshall (R) staatsweit gewählt Oklahoma 8 Wahlbezirke. Außerdem wurde ein Abgeordneter staatsweit gewählt - 1. Wesley E. Disney (D) - 2. John Conover Nichols (D) - 3. Wilburn Cartwright (D) - 4. Lyle Boren (D) - 5. A. S. Mike Monroney (D) - 6. Jed Johnson (D) - 7. Sam C. Massingale (D) - 8. Phil Ferguson (D) - 9. Will Rogers (D) staatsweit gewählt Oregon 3 Wahlbezirke - 1. James W. Mott (R) - 2. Walter M. Pierce (D) - 3. Homer D. Angell (R) Pennsylvania 34 Wahlbezirke - 1. Leon Sacks (D) - 2. James P. McGranery (D) - 3. Michael J. Bradley (D) - 4. J. Burrwood Daly (D) bis zum 12. März 1939 - John E. Sheridan (D) ab dem 7. November 1939 - 5. Fred C. Gartner (R) - 6. Francis J. Myers (D) - 7. George P. Darrow (R) - 8. James Wolfenden (R) - 9. Charles L. Gerlach (R) - 10. J. Roland Kinzer (R) - 11. Patrick J. Boland (D) - 12. J. Harold Flannery (D) - 13. Ivor D. Fenton (R) - 14. Guy L. Moser (D) - 15. Albert G. Rutherford (R) - 16. Robert F. Rich (R) - 17. J. William Ditter (R) - 18. Richard M. Simpson (R) - 19. John C. Kunkel (R) - 20. Benjamin Jarrett (R) - 21. Francis E. Walter (D) - 22. Chester H. Gross (R) - 23. James E. Van Zandt (R) - 24. J. Buell Snyder (D) - 25. Charles I. Faddis (D) - 26. Louis E. Graham (R) - 27. Harve Tibbott (R) - 28. Robert G. Allen (D) - 29. Robert L. Rodgers (R) - 30. Robert J. Corbett (R) - 31. John McDowell (R) - 32. Herman P. Eberharter (D) - 33. Joseph A. McArdle (D) - 34. Matthew A. Dunn (D) Rhode Island 2 Wahlbezirke - 1. Charles Risk (R) - 2. Harry Sandager (R) South Carolina 6 Wahlbezirke. - 1. Thomas S. McMillan (D) bis zum 29. September 1939 - Clara G. McMillan (D) ab dem 7. November 1939 - 2. Hampton P. Fulmer (D) - 3. Butler B. Hare (D) - 4. Joseph R. Bryson (D) - 5. James Prioleau Richards (D) - 6. John Lanneau McMillan (D) South Dakota 2 Wahlbezirke - 1. Karl Earl Mundt (R) - 2. Francis H. Case (R) Tennessee 9 Wahlbezirke - 1. Brazilla Carroll Reece (R) - 2. J. Will Taylor (R) bis zum 14. November 1939 - John Jennings (R) ab dem 30. Dezember 1939 - 3. Sam D. McReynolds (D) bis zum 11. Juli 1939 - Estes Kefauver (D) ab dem 13. September 1939 - 4. Albert Gore Sr. (D) - 5. Joseph W. Byrns Jr. (D) - 6. Clarence W. Turner (D) bis zum 23. März 1939 - W. Wirt Courtney (D) ab dem 11. Mai 1939 - 7. Herron C. Pearson (D) - 8. Jere Cooper (D) - 9. Walter Chandler (D) bis zum 2. Januar 1940 - Clifford Davis (D) ab dem 15. Februar 1940 Texas 21 Wahlbezirke - 1. Wright Patman (D) - 2. Martin Dies Jr. (D) - 3. Lindley Beckworth (D) - 4. Sam Rayburn (D) - 5. Hatton W. Sumners (D) - 6. Luther Alexander Johnson (D) - 7. Nat Patton (D) - 8. Albert Thomas (D) - 9. Joseph J. Mansfield (D) - 10. Lyndon B. Johnson (D) - 11. William R. Poage (D) - 12. Fritz G. Lanham (D) - 13. Ed Gossett (D) - 14. Richard M. Kleberg (D) - 15. Milton H. West (D) - 16. R. Ewing Thomason (D) - 17. Clyde L. Garrett (D) - 18. John Marvin Jones (D) bis zum 20. November 1940 - 19. George H. Mahon (D) - 20. Paul Joseph Kilday (D) - 21. Charles L. South (D) Utah 2 Wahlbezirke - 1. Orrice Abram Murdock (D) - 2. James W. Robinson (D) Vermont 1 Wahlbezirk (staatsweit) - 1. Charles Albert Plumley (R) Virginia 9 Wahlbezirke - 1. S. Otis Bland (D) - 2. Colgate Darden (D) - 3. Dave E. Satterfield (D) - 4. Patrick H. Drewry (D) - 5. Thomas G. Burch (D) - 6. Clifton A. Woodrum (D) - 7. Absalom Willis Robertson (D) - 8. Howard W. Smith (D) - 9. John W. Flannagan (D) Washington 6 Wahlbezirke - 1. Warren G. Magnuson (D) - 2. Monrad Charles Wallgren (D) bis zum 19. Dezember 1940 - 3. Martin F. Smith (D) - 4. Knute Hill (D) - 5. Charles H. Leavy (D) - 6. John M. Coffee (D) West Virginia 6 Wahlbezirke - 1. A. C. Schiffler (R) - 2. Jennings Randolph (D) - 3. Andrew Edmiston (D) - 4. George William Johnson (D) - 5. John Kee (D) - 6. Joe L. Smith (D) Wisconsin 10 Wahlbezirke - 1. Stephen Bolles (R) - 2. Charles Hawks (R) - 3. Harry W. Griswold (R) bis zum 4. Juli 1939 - 4. John C. Schafer (R) - 5. Lewis D. Thill (R) - 6. Frank Bateman Keefe (R) - 7. Reid F. Murray (R) - 8. Joshua L. Johns (R) - 9. Merlin Hull (Wisconsin Progressive Party) - 10. Bernard J. Gehrmann (Wisconsin Progressive Party) Wyoming Staatsweite Wahlen - Frank O. Horton (R) |

Nicht stimmberechtigte Mitglieder im Repräsentantenhaus:
- Alaska-Territorium:
  - Anthony Dimond (D)
- Hawaii-Territorium:
  - Samuel Wilder King (D)
- Philippinen:
  - Joaquín Miguel Elizalde
- Puerto Rico:
  - Santiago Iglesias bis zum 5. Dezember 1939
    - Bolívar Pagán